# Mila Racine
Pour les articles homonymes, voir Racine.
Miriam, Racine dite Mila, née le 14 septembre 1919 à Moscou et morte le 20 mars 1945 à Amstetten sur un chantier dépendant du camp de Mauthausen. Mila Racine est une résistante juive dont les noms d'emprunt furent Marie-Anne Richemond puis Marie-Anne Racine,,.

## Éléments biographiques
Mila est la deuxième enfant de Georges et Berthe (Bassia) Hirsch dont le patronyme francisé devient Racine. Elle a un frère aîné Emmanuel et une sœur cadette Sacha qui épousera Maurice Maidenberg, tous quatre résistants. En 1926, la famille, fuyant le régime bolchevique, s'installe à Paris. Lors de la défaite de 1940, elle se réfugie à Toulouse et s'établit peu après à Luchon.
Mila Racine œuvre dans la Résistance du 5 janvier 1942 au 21 octobre 1943 (Toulouse, Gurs, Saint-Gervais, Nice, Annemasse) sous la responsabilité de Tony Gryn. Jeune de la WIZO (Women International Zionist Organisation) repliée à Toulouse puis à Luchon, elle apporte assistance aux internés des camps, spécialement à Gurs.
En 1942, elle gagne Saint-Gervais, en Haute-Savoie, où elle dirige un groupe local du Mouvement de jeunesse sioniste (MJS) qui vient d'être créé pour venir en aide aux Juifs en danger. Elle part ensuite pour Annecy. Elle fait partie des fondateurs de la filière clandestine vers la Suisse, dont son frère Emmanuel dit « Mola », travaillant en étroite collaboration avec Georges Loinger, est l’organisateur. Après l’armistice de Cassibile signé par l’Italie avec les Alliés en septembre 1943, les Juifs de la zone alpine se réfugient à Nice. Mila Racine entreprend alors de conduire des convois d’enfants et d’adultes vers Annemasse pour leur faire traverser la frontière suisse.
Le 21 octobre 1943, le convoi qu’elle dirige avec Roland Epstein est intercepté par les Allemands à Saint-Julien-en-Genevois, et conduit à Annemasse à la prison de l’hôtel Pax, siège de la Gestapo. Le choc de cette arrestation paralyse le travail de l'organisation pendant une longue période.
Le maire d’Annemasse, Jean Deffaugt, parvient à faire libérer quelques enfants, dont un bébé de quatorze mois. Il propose à Mila un plan d'évasion, mais elle refuse, craignant des représailles sur les enfants.
Ayant tu son identité juive, Marie Anne Racine est détenue à la prison Montluc de Lyon, puis déportée vers le camp de Ravensbrück par le convoi I.175 parti de Compiègne le 31 janvier 1944, avant d'être transférée à Mauthausen pour réparer les voies ferrées détruites par les bombardements alliés. Arrivée le 7 mars 1945 à Amstetten, elle y meurt le 20 lors d'un bombardement,,.
Roland Epstein reviendra lui de déportation.
La mémoire de Mila Racine est associée à celle de Marianne Cohn, qui prit sa relève dans le convoyage des Juifs. Elle aussi connut une fin prématurée en raison de ces activités.

## Distinctions
Mila Racine est récipiendaire, à titre posthume, des décorations suivantes :
- Croix de guerre 1939-1945 avec une étoile d'argent[13].
- Médaille de la Résistance française[3] par décret du 15 juin 1946[14],[15].

## Hommages
- Une école maternelle publique du 10e arrondissement de Paris, située au 4 rue Pierre Bullet, porte son nom[16]
- Une crèche de la WIZO à Tel-Aviv porte son nom.
- Une plaque commémorative est apposée au 97 rue de Rome à Paris, où elle habita de 1936 à 1940, avec son frère Emmanuel et sa sœur Sacha, également résistants.
- Une plaque commémorative est également apposée dans le hall du lycée Racine, 20 rue du Rocher dans le 8e arrondissement de Paris. Elle y fut élève en classe de troisième et obtint son certificat d'études secondaires en 1936[1],[17].
- Son portrait et une courte biographie habillent la façade temporaire de la future Maison des Mémoires d'Annemasse, sur le lieu même de son incarcération.
- La dernière partie de sa vie est abordée dans le quatrième album de bande dessinée Femmes en résistance publié en 2016[18].
- Un parc d'Annemasse porte son nom.

## liens externes
- Dr Ludwig Fineltain,